# Kolonia Uszyce
Kolonia Uszyce – osada w Polsce, położona w województwie opolskim, w powiecie oleskim, w gminie Gorzów Śląski.